# 120-та окрема механізована бригада (Білорусь)
120-та гвардійська Рогачовська, Червонопрапорна, орденів Суворова і Кутузова окрема механізована бригада (120 ОМБр, в/ч 04147) — одне з найбільших з'єднань сухопутних військ збройних сил Білорусі.

## Історія

### Друга світова війна
Була сформована у березні 1942 року в Омську як 308-ма стрілецька дивізія. Увійшла до складу 24-ї армії Сталінградського фронту. Взяла участь у Сталінградській битві у складі 62-ї армії генерала Василя Чуйкова.
Брала участь у Курській битві, звільняла Брянськ, Климовичі, Костюковичі. 23 вересня 1943 року за проявлені особовим складом мужність і героїзм в боях з німецькими загарбниками за місто Орел 308-ма стрілецька дивізія була перетворена у 120-ту гвардійську стрілецьку дивізію.
9 червня 1943 року за зразкове виконання завдань командування в битві на Волзі з'єднання нагороджено орденом Червоного Прапора.
26 липня 1944 року за доблесть і мужність, проявлені в боях за Рогачов, наказом Верховного Головнокомандувача дивізії присвоєно почесне найменування «Рогачовська».
27 липня брала участь у штурмі Білостока. За відзнаки в цих боях 9 серпня всі її полки були удостоєні почесного найменування «Білостоцький».
За зразкове виконання завдань командування в ході Східно-Прусської наступальної операції 5 квітня 1945 року була нагороджена орденом Кутузова II ступеня. 26 квітня 1945 року за відзнаки у боях нагороджена орденом Суворова II ступеня.
Брала участь у Берлінській наступальній операції, перемогу зустріла у боях поблизу Бранденбурга.

### Після війни
Після закінчення війни передислокувалася у Мінськ і розташувалася у військовому містечку Уруччя.
У 1957 році дивізія була перетворена у мотострілецьку.
Війська дивізії брали участь у навчаннях «Дніпро» (1967), «Німан» (1968), «Двіна» (1970), «Весна-75», «Березина» (1980), «Захід-81».
За заслуги «в справі захисту Радянської Батьківщини, високі результати в бойовій і політичній підготовці» їй було присвоєно ім'я Верховної Ради Білоруської РСР (1967), вона була нагороджена Пам'ятним прапором (1967) і Ленінською ювілейною Почесною грамотою (1970) ЦК КПРС, Призидії Верховної Ради СРСР і Ради Міністрів СРСР.
У 1982 році 120-та гвардійська мотострілецька дивізія розгорталася у 5-й окремий гвардійський армійський Рогачовський Червонопрапорний орденів Суворова і Кутузова корпус імені Верховної Ради БРСР — з'єднання бригадної організації. У 1986 році відділення, роти, а можливо й полки, даної в/ч 04140, брали участь у ліквідації аварії на Чорнобильській атомній електростанції. Однак з початком скорочень збройних сил у 1989 році 5-й гвардійський ОАК знову став 120-ю гвардійською мотострілецькою дивізією.

### Після відновлення незалежності
З 1992 року дивізія — у складі Збройних сил Республіки Білорусь. 1 лютого 2002 року під час реформування Збройних сил Республіки Білорусь 120-та гвардійська мотострілецька дивізія була переформована у 120-ту гвардійську окрему механізовану бригаду зі збереженням почесних найменувань та бойових орденів.
Бригада брала участь у комплексних оперативних навчаннях «Березина-2002», «Щит Вітчизни-2004», «Осінь-2008», комплексних оперативних навчаннях 2005 і 2007 років, оперативно-стратегічному навчанні «Захід-2009», спільному оперативному навчанні збройних сил Республіки Білорусь і Російської Федерації «Щит Союзу-2011», спільному стратегічному навчанні збройних сил Республіки Білорусь та Російської Федерації «Захід-2013».
У грудні 2021 року бригада отримала бронетранспортери БТР-82А російського виробництва. Вони надійшли на озброєння 339-го окремого мотострілецького батальйону.

## Структура

### Дивізія
- управління
- 334-й танковий полк
- 339-й мотострілецький полк
- 355-й танковий полк
- 356-й мотострілецький полк
- 741-й окремий протитанковий артилерійський дивізіон
- 82 окремий ремонтно-відновлювальний батальйон
- 1626 окремий батальйон матеріального забезпечення

## Командування
- полковник Кулажин Володимир (2015)[3]